# Chipmunk (Logiciel)
Pour l'article sur le rongeur Chipmunk, voir Tamia.
Chipmunk est un moteur physique 2D libre. Son nom est la traduction anglaise du Tamia.
Cette bibliothèque est adaptée aux langages C, C++, Ruby. Des tierces personnes l'ont également adapté aux langages Python, Haskell et OCaml.
Elle est utilisée par les bibliothèques de jeu 2D Aerosol et Gosu.